# Heliconius nigromacula
Heliconius nigromacula är en fjärilsart som beskrevs av Heinrich Neustetter 1932. Heliconius nigromacula ingår i släktet Heliconius och familjen praktfjärilar. Inga underarter finns listade i Catalogue of Life.